# Marek Sych
Marek Hieronim Sych, född 1923, död 1 maj 1997, var en polsk läkare, anestesiolog, medicine doktor, föreläsare på Medicinska Akademin i Kraków och Collegium Medicum på Jagellonska universitetet samt rektor för Medicinska Akademin 1984–1987.
Sych verkade under den nazityska ockupationen 1939–1945 i motståndsrörelsen som soldat i Hemarmén (Armia Krajowa). Han började 1945 studera till läkare på Jagellonska universitetet. Sych arresterades 1950 av säkerhetstjänsten (UB) för sitt förflutna i Hemarmén och dömdes till 10 års fängelse. Under amnestin befriades han.
1959 åkte han till University of Wisconsin–Madison som stipendiat av Rockefeller Foundation. Han föreläste som gästprofessor på bland annat Harvard Medical School och Columbia University. Sych var ordförande för Polska Vetenskapsakademins lokalförening för medicinsk vetenskap i Kraków. Dessutom var han grundare och ordförande för polska anestesi- och intensivvårdssällskapet samt ordförande för Krakóws läkarsällskap. Sych publicerade 139 vetenskapliga artiklar och 30 läroböcker. 
Sych var dekorerad med orden Polonia Restituta samt med polska förtjänstmedaljerna i guld och silver. 
Sych är begravd på Rakowickikyrkogården. Ett årligt pris till hans minne instiftades av Krakóws läkarsällskap.